# Siptah
Pour les articles homonymes, voir Mérenptah (homonymie).
Siptah, d'abord nommé Ramsès-Siptah puis Mérenptah-Siptah, est un roi de la XIXe dynastie, il succède à Séthi II, précède la reine Taousert, qui était d'ailleurs sa régente du fait de son jeune âge, et règne vers 1196 à 1190 avant l'ère commune.

## Généalogie

### Ancienne hypothèse
Historiquement, du fait de la découverte d'éléments de viatiques funéraires d'une certaine Tiâa dans la tombe de Siptah, on croyait que cette Tiâa était l'épouse de Séthi II et la mère de Siptah. Cette opinion a persisté jusqu'à ce qu'on se rende compte qu'un relief du Musée du Louvre (E 26901) associe le nom de Siptah au nom de sa mère, une certaine Souteritery et que les éléments du viatiques funéraires de Tiâa provenait en fait de la tombe KV32, qui est en communication avec celle de Siptah et qui appartient à la reine Tiâa, épouse du roi Thoutmôsis IV.

### Mère de Siptah
Souteritery était peut-être un nom cananéen plutôt qu'un nom égyptien autochtone, ce qui signifierait qu'elle était une concubine cananéenne,. Cependant, Dodson et Hilton affirment que cela n'est pas correct.

### Père de Siptah
L'identité de son père est actuellement inconnue bien qu'il s'agisse d'un roi car Siptah porte le titre de « fils du roi » sur le relief où sa mère est nommée ; certains égyptologues spéculent qu'il pourrait s'agir d'Amenmes plutôt que de Séthi II puisque Siptah et Amenmes ont tous deux passé leur jeunesse à Akhmîm et que tous deux sont spécifiquement exclus de la procession de Ramsès III à Médinet Habou des statues des rois ancestraux contrairement à Mérenptah ou Séthi II. Cela suggère qu'Amenmes et Siptah étaient liés de telle manière qu'ils étaient considérés comme des souverains illégitimes et qu'ils étaient donc probablement père et fils. En effet, si Siptah avait été un fils de Séthi II, il est peu probable qu'il aurait été considéré comme un roi illégitime par les rois du Nouvel Empire de la XXe dynastie. De plus, le relief où est cité Souteritery semble daté de la période d'usurpation d'Amenmes. Enfin, le manque de légitimité de Siptah devait être important pour qu'il ait besoin du chancelier Bay pour pouvoir devenir roi, alors que s'il était simplement un fils de Séthi II et d'une concubine, sa légitimité aurait été plus grande et il n'aurait pas eu besoin d'une telle aide.
Un groupe statuaire de Siptah au Musée d'État d'Art égyptien de Munich (no 122) montre le roi assis sur les genoux d'un autre, la partie représentant ce dernier est complètement détruite. Cet autre personnage a été interprété comme le père de Siptah : selon Dodson, le seul souverain de l'époque qui aurait pu être l'objet d'une telle destruction est Amenmes, et de même, il est le seul roi dont la progéniture a nécessité une promotion aussi explicite. La destruction de cette figure est susceptible d'avoir suivi de près la chute de Bay ou la mort de Siptah lui-même, lorsque toute réhabilitation éphémère d'Amenmes aura pris fin. Toutefois, certains ont considéré que ce personnage détruit n'était pas son père mais son tuteur, le chancelier Bay, qui avait en effet pris les rênes du pouvoir au début du règne de Siptah et, surtout, s’était accaparé certaines prérogatives royales.

## Règne

### Accession au trône
Affligé d'une atrophie au pied, liée à une malformation génétique ou une poliomyélite, Ramsès-Siptah monte sur le trône âgé d'environ douze ans le 2e jour du Ier mois de la saison Peret. Il s'agit du chancelier Bay, proche de feu le roi Séthi II, qui place Ramsès-Siptah sur le trône d'Égypte, probablement du fait de l'absence d'héritier de Séthi II encore en vie à la fin de son règne, son seul fils connu, le prince Séthi-Mérenptah, étant déjà mort à ce moment-là. Bay se vantera par ailleurs d'avoir placé Ramsès-Siptah sur le trône, signe de son propre pouvoir, comme il l'affirme sur une stèle non datée découverte à Assouan :
« Le chancelier du roi de Basse-Égypte, l'ami unique (?) qui écarte le mensonge et donne la Maât, celui qui a établi le roi (sur) le trône de son père, le grand chancelier du pays tout entier, Ramsès-Khâemnétcherou, Bay. »
De même, au Gebel Silsileh, sur un graffito à l'entrée du Spéos d'Horemheb, aux côtés du roi officiant devant Amon-Rê, Bay est présenté dans une pose d'adoration comme suit :
« Le grand chancelier du pays tout entier, qui a établi le roi sur le trône de son père, l'aimé de son maître, Bay. »
Bay va plus loin dans sa volonté de montrer son pouvoir. En effet, comme mentionné précédemment, le groupe statuaire de Siptah à Munich (no 122) montrant le roi assis sur les genoux d'un autre personnage (cette partie de la stutue est d'ailleurs très dégradée, probablement intentionnellement), a été interprété différemment par les chercheurs. Deux trônes sont présents, un trône pour chacun des personnages représentés, mais Siptah n'est pas assis sur le sien mais sur les genoux du second personnage dont les vêtements sont masculins, seuls ses pieds sont posés dessus. Si certains y voient un roi, d'autres y voient Bay car Amenmes est mort depuis plusieurs années et Taousert est une femme. Si cette dernière interprétation est juste, alors ce groupe statuaire symbolise le partage du pouvoir entre Siptah et Bay. Une autre double-statue, anépigraphe et aujourd'hui au Musée d'Édimbourg, montre un enfant roi sur les genoux d'un homme adulte lui-même agenouillé : le style ramesside et le personnage de l'enfant-roi permette de déduire qu'il s'agit très certainement de Siptah et Bay. Une autre statue, cette fois du taureau Mnévis, était inscrite aux noms de Siptah (dont les cartouches ont été soigneusement effacés) et du chancelier Bay. Ces statues montrent le lien fort unissant ces deux personnages et l'ascendant qu'a Bay sur le roi.
Bay s'arroge également d'autres prérogatives royales : il commandite une tombe dans la nécropole royale qu'est la Vallée des Rois en face de celle (KV47) de Siptah (il s'agit de la tombe KV13 réutilisée au cours de la XXe dynastie), probablement dès l'an II du règne ; et il s'approprie une partie du temple des millions d'années de Siptah, situé au nord de celui d'Amenhotep II, dont les dépôts de fondations sont aux noms du roi et du chancelier.

### Début du règne et tutelle de Bay
Comme l'indique l'ostracon CGC 25515, le 21e jour du IVe mois de la saison Peret de l'an I, le vizir de Haute-Égypte Prêemheb se rendit dans le village de Deir el-Médineh pour donner les instructions concernant le creusement de la nouvelle tombe royale. Au même moment, le travail dans la tombe de Taousert, grande épouse royale de l'ancien roi Séthi II, semble cesser. On dirait bien qu'à ce moment-là, Taousert avait été écartée de la sphère directe du pouvoir par Bay. Quelques mois plus tard, Prêemheb est remplacé dans sa tâche par Hori II, probable petit-fils du prince Khâemouaset, fils de Ramsès II, qui est attesté dès le 12e jour du IIe mois de la saison Akhet de l'an I par trois ostraca (CGC 25537, CGC 25517 et CGC 25536). Ce nouveau vizir est originaire de Memphis, comme l'atteste ses titres (dont celui de « préposé aux secrets du temple de Ptah » et celui de « chancelier de Basse-Égypte ») et ainsi que ceux de son père Hori Ier et de son grand-père Khâemouaset, tous deux grands prêtres de Ptah à Memphis. Le fait de placer un membre de la famille royale originaire du nord à ce poste très important de vizir de Haute-Égypte montre peut-être une volonté de reprise en main de la région après l'usurpation d'Amenmes, encore toute fraiche dans les mémoires. C'est d'ailleurs pendant les tout premiers mois de la prise de fonction d'Hori II que ce dernier traita l'affaire de Paneb, chef d'équipe à Deir el-Médineh, qui pilla la tombe fraichement fermée de Séthi II. Ce cas fit grand bruit car il est encore cité bien plus tard au cours de la XXe dynastie, en l'an XXIX du règne de Ramsès III.

### Montée en puissance de Taousert
Toutefois, au cours de l'an II du règne, Ramsès-Siptah devient Mérenptah-Siptah, son nom de Nesout-bity change également, passant de Sékhâenrê à Akhenrê. Ce changement de titulature indique très probablement un changement important de la trajectoire du règne : l'interprétation de son nouveau nom de Nesout-bity pourrait signifier qu'il se présente comme le protecteur et le continuateur (lAkh) de son père, probablement Amenmes, qui est assimilé à Rê ; l'interprétation de son nouveau nom de Sa-Rê pourrait indiquer que Siptah tient sa légitimité de Mérenptah, étant son petit-fils, et non pas par Ramsès II, son arrière-grand-père certes, mais à la nombreuse descendance.
De plus, c'est cette même année que Taousert, grande épouse royale de feu Séthi II, revient sur le devant de la scène. En effet, l'ostracon CJ 72452 indique que le 8e jour du Ier mois de la saison Peret de l'an II, le vizir Hori II ordonna la reprise des travaux dans la tombe de Taousert. Ceci prouve le retour en force de la reine cette année-là, et le changement de titulature du roi n'y est peut-être pas étranger.
Toutefois, le pouvoir est partagé à trois : les groupes statuaires montrant Bay et Siptah et mentionnés précédemment sont inscrits avec la sedonce titulature, permettant donc de les dater de cette période où Taousert est revenue sur le devant de la scène. De plus, deux graffiti inscrits par le commandant des troupes de Koush Pyay, l'un dans le temple d'Amada, l'autre dans le grand temple d'Abou Simbel, montrent Siptah, Bay et Taousert ensembles.
Cependant, en l'an V, les choses changent : sur un ostracon (IFAO 1864) retrouvé à Deir el-Médineh est présente l'inscription suivante :
« An V, IIIe mois de la saison Chémou, 27e jour ; ce jour, le scribe Paser est venu annoncer : « Pharaon, vie, prospérité, santé, a tué le grand ennemi Bay ! ». »
Bay a donc soit été exécuté, soit assassiné. Dans un cas comme dans l'autre, Taousert était probablement à la manœuvre, éliminant ainsi un adversaire dans le contrôle des affaires du royaume. À moins qu'il ne s'agisse déjà des prémices de la future ascension de Sethnakht, fondateur de la XXe dynastie. Au delà de l'importance politique que ce message nous permet d'appréhender, il est probable que sa raison d'être était de notifier aux ouvriers de Deir el-Médineh de cesser tout travail de décoration de la tombe de Bay, puisque ce dernier était désormais considéré comme un traître à l'État.

### Fin de règne
Après la mort de Bay, Taousert devient la seule régente aux côtés de Siptah. À partir de ce moment-là, Taousert semble jouer le premier rôle, immitant peut-être en cela le rôle qu'Hatchepsout avait avec Thoutmôsis III avant qu'elle ne deviennent pharaonne à part entière. En tout cas, l'un des rares monuments de cette période, la stèle dite de Bilgai, indique que c'est la reine Taousert (dont le nom est par ailleurs martelé) et non le roi Mérenptah-Siptah (dont le nom en cartouche est également martelé) qui a commandité une chapelle en l'honneur de Ramsès II. Sa tombe continue d'être creusée et la reine est représentée avec Mérenptah-Siptah et portant le titre de « grande épouse royale », bien que ce titre renvoie à la relation qu'elle avait avec le roi défunt Séthi II, roi qui n'est pas représenté dans ces reliefs réalisés sous le règne de Mérenptah-Siptah.
Mérenptah-Siptah meurt l'année qui suit celle de la mise à mort de Bay, probablement aux alentours du Ier mois de la saison Akhet de l'an VI de son règne. La dynastie n'ayant plus d'héritiers, Taousert assume le pouvoir directement en se faisant couronner. Siptah a été enterré dans sa tombe (KV47) restée inachevée. Plus tard, sa momie sera transférée en l'an XIII du règne de Nesbanebdjed Ier (Smendès) par le grand prêtre d'Amon Pinedjem Ier dans la tombe (KV35) d'Amenhotep II, entre celle de Mérenptah et celle de Ramsès V, où elle sera découverte en 1898.

### Œuvre de Siptah

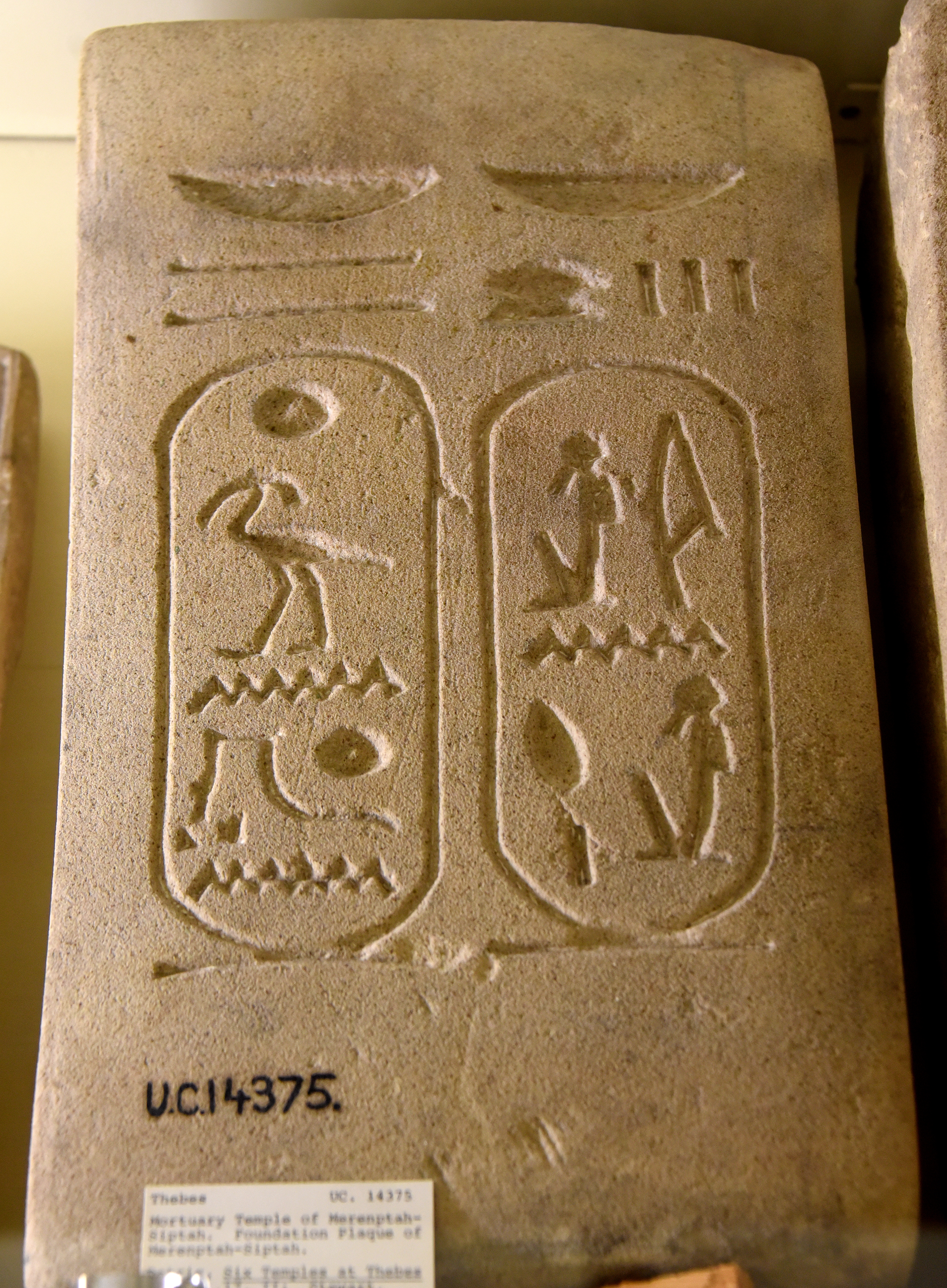
Bloc de grès de fondation présentant deux cartouches du roi Siptah (Akhenrê-Sétepenrê, Merenptah-Siptah), XIXe dynastie égyptienne. Provenant du temple mortuaire de Merenptah-Siptah à Thèbes, Égypte. Musée Petrie d'archéologie égyptienne, Londres.

Son temple des millions d'années est insignifiant et il n'en subsiste pratiquement rien : en plus du fait que Bay s'en était approprié une partie, les dimenssions de ce temple sont bien moindres que celles des autres temples de la dynastie. Orienté est-ouest, il est situé au nord de celui d'Amenhotep II et au sud de celui de Thoutmôsis III. Ce temple ne disposait pas de pylône, juste une enceinte et deux petites salles hypostyles, dont la première mesurait 18,28 mètres de largeur et 11,43 mètres de profondeur. Derrière les salles hypostyles se trouvait un petit sanctuaire et quelques chapelles et magasins.
En plus de sa tombe, son temple des millions d'années et les statues et inscriptions mentionnées précédemment, Siptah laissa peu de témoignages :
- il laisse sa trace à Hermopolis, près de l'œuvre de Séthi II : il ajoute en effet sa titulature sous des représentations de Séthi II dans l'épaisseur du pylône du temple[31] ;
- à Karnak, à l'est du temple d'Amon près de l'enceinte, a été découverte une stèle à son nom le représentant avec Amon face à lui et la personnification féminine de la ville de Thèbes, la déesse Ouaset, représentée dans son dos mais dans le même sens qu'Amon[32] ;
- sur les stèles qui flanquaient l'entrée située sous le portique du temple des millions d'années de Séthi Ier, il fait inscrire ses cartouches en remplacement de ceux d'Amenmes[33].

## Sépulture
Siptah est enterré dans la vallée des Rois, dans la tombe KV47 qui resta inachevée à cause de la brièveté de son règne. En effet, seuls les trois premiers corridors et la première salle à piliers ont été décorés. La tombe du souverain mesure 124,93 mètres pour un volume de 1 560,95 mètres cubes. Siptah y fut bien enterré, mais la tombe fut pillée pendant la XXe dynastie et sa momie fut donc transférée dans une salle annexe de la tombe (KV35) d'Amenhotep II en l'an XIII du règne de Nesbanebdjed Ier (Smendès) par le grand prêtre d'Amon Pinedjem Ier.

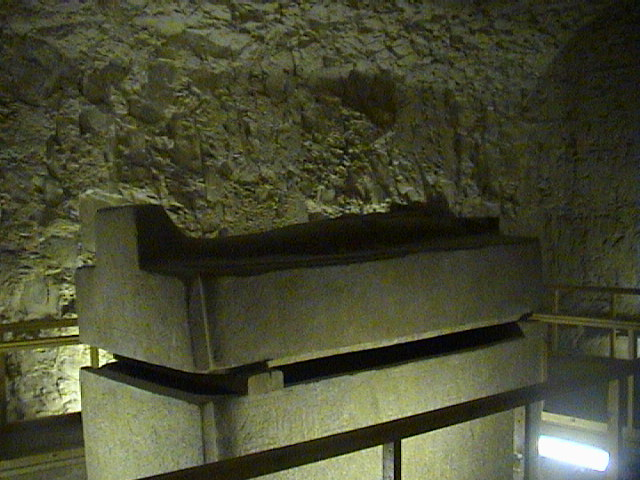
Sarcophage externe de Siptah dans sa tombe de la vallée des Rois
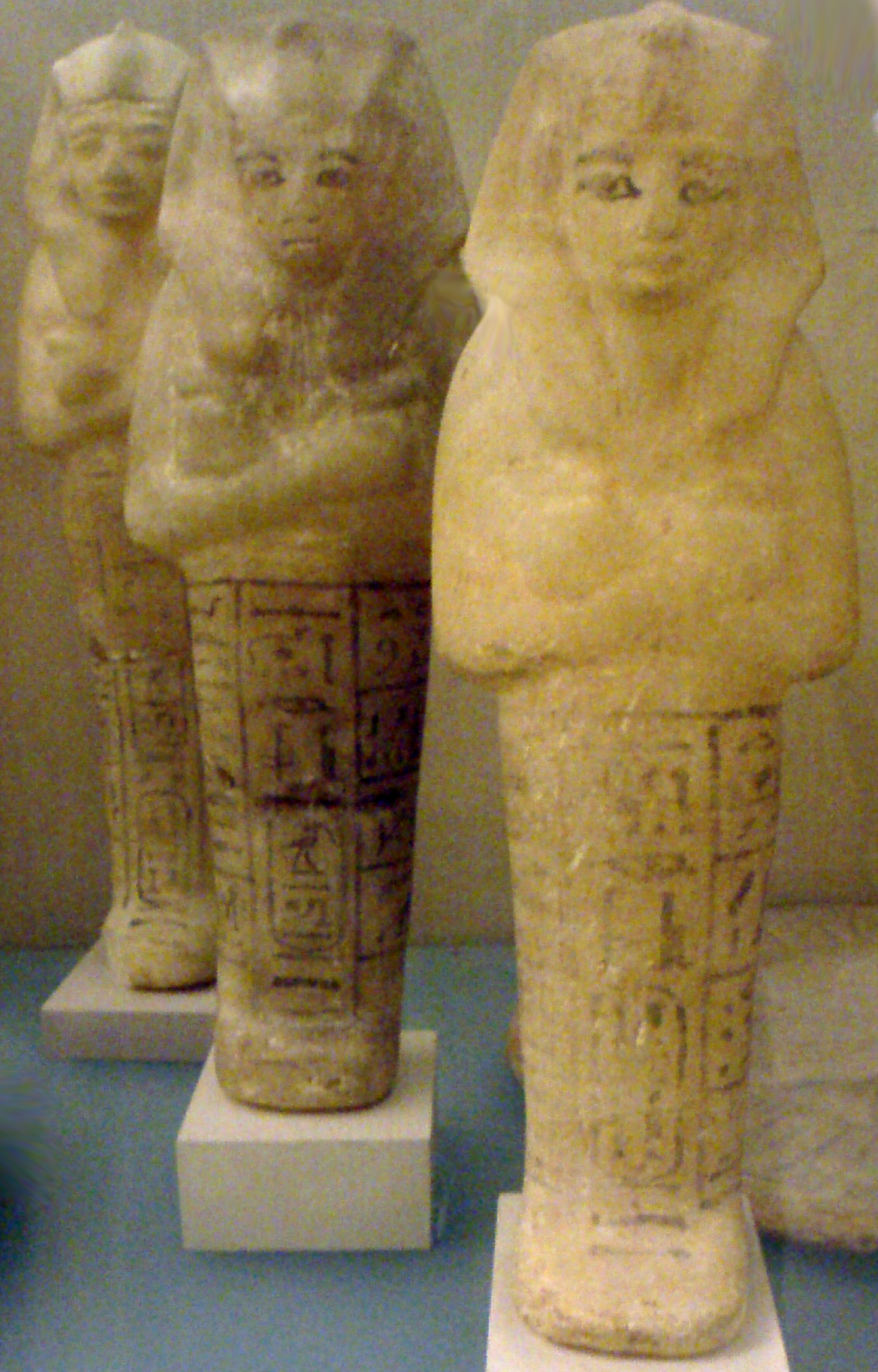
Ouchebtis de Siptah conservés au Metropolitan Museum of Art de New York

## Titulature
La titulature de Siptah changea au cours de l'an II de son règne.